# Luc Loubaki
Luc Arnaud Loubaki (Pontoise, 20 gennaio 1997) è un cestista francese.

## Palmarès
- Leaders Cup: 1

Monaco: 2018